# Parmelia
Genre
Parmelia (du grec parma, « petit bouclier rond », en référence à la forme de ses apothécies) est un genre de champignons lichénisés (lichens) de la famille des Parmeliaceae.

## Liste des espèces
Espèces européennes :
- Parmelia barrenoae Divakar, M. C. Molina & A. Crespo
- Parmelia discordans Nyl.
- Parmelia ernstiae Feuerer & A. Thell
- Parmelia fraudans (Nyl.) Nyl.
- Parmelia omphalodes (L.) Ach.
- Parmelia pinnatifida Kurok.
- Parmelia saxatilis (L.) Ach.
- Parmelia serrana A. Crespo, M.C. Molina & D. Hawksw.
- Parmelia submontana Nádv. ex Hale
- Parmelia sulcata Taylor